# Gabriele Adinolfi
Gabriele Adinolfi, född 3 januari 1954 i Rom, är en italiensk högerextrem ideolog och skribent. Han var en ledande person inom 1970-talets utomparlamentariska extremhöger.
Tillsammans med Giuseppe Dimitri och Roberto Fiore grundade han 1976 Lotta Studentesca som 1977 blev Terza Posizione, en av de viktigaste utomparlamentariska organisationerna inom efterkrigstidens extremhöger.
För närvarande koordinerar han tidskriften Orion och den högerextrema nyhetssajten NoReporter. Han har givit stöd åt initiativ som Guardia d'Onore Mussolini ("Mussolinis hedersvakt", en frivilligorganisation som vaktar Mussolinis grav i Predappio) och 2000-talets ökning av högerradikala husockupationer, varav den mest kända är CasaPound. Han leder Centro Studi Polaris ("Polaris studiecenter") och tankesmedjan EurHope med säte i Bryssel.